# Psilaspilates ceres
Psilaspilates ceres là một loài bướm đêm trong họ Geometridae.